# هرمان لايتنر
هرمان لايتنر (بالألمانية: Hermann Leitner)‏ (و. 1927 – 2013 م) هو مخرج أفلام، ومونتير، وكاتب سيناريو نمساوي، ولد في سالزبورغ، توفي في كتسبويل، عن عمر يناهز 86 عاماً.

## وصلات خارجية
- هرمان لايتنر على موقع IMDb (الإنجليزية)
- هرمان لايتنر على موقع أول موفي (الإنجليزية)
- هرمان لايتنر على موقع قاعدة بيانات الأفلام السويدية (السويدية)
- هرمان لايتنر على موقع قاعدة بيانات الفيلم (الإنجليزية)
- هرمان لايتنر على موقع كينوبويسك (الروسية)